# La Sotonera
La Sotonera è un comune spagnolo di 1 088 abitanti situato nella comunità autonoma dell'Aragona.

## Storia

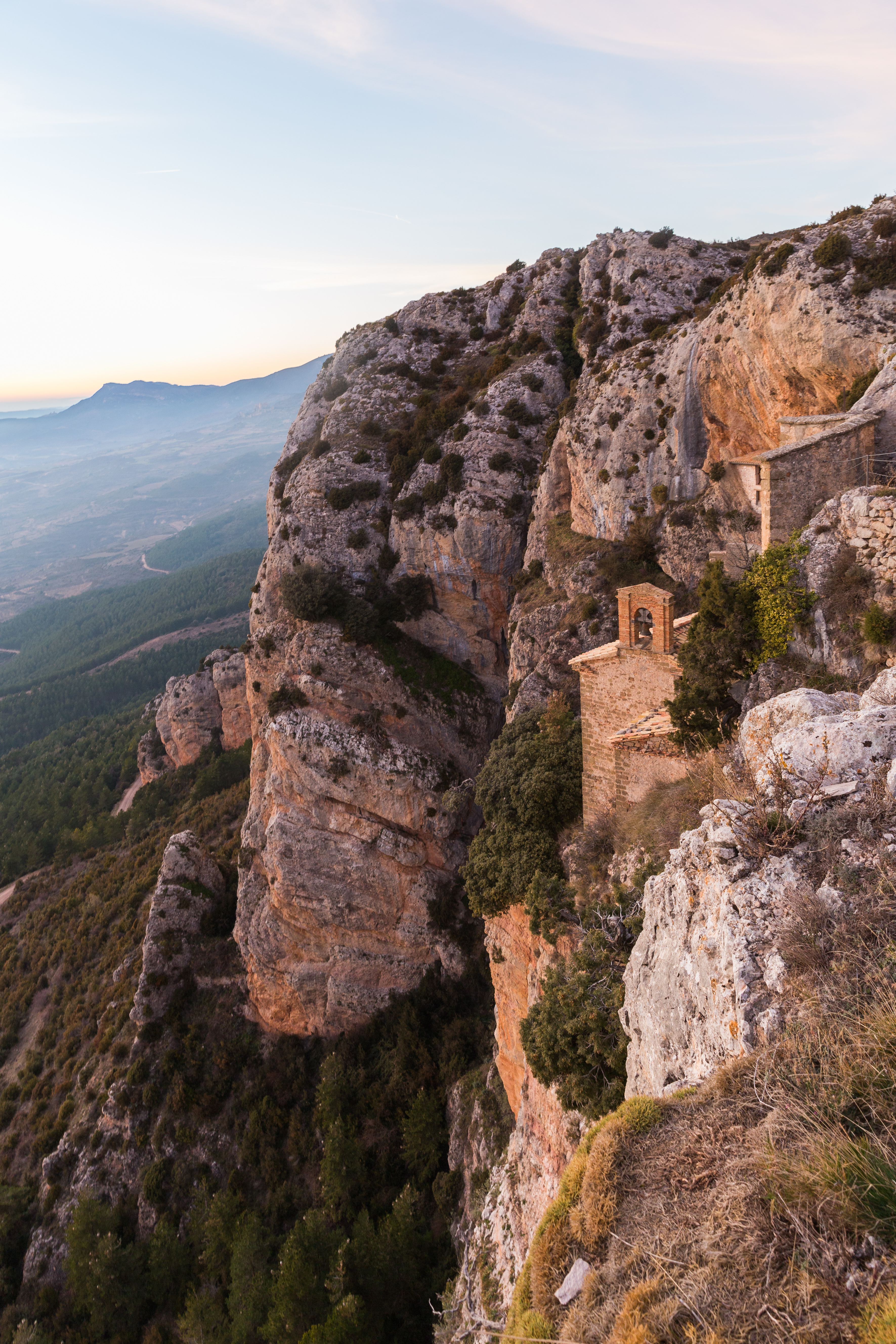
Eremitaggio in Aniés, La Sotonra.

Nel 1973 la città di La Sotonera viene creata dalla fusione di Bolea, Esquedas, Lierta, Plasencia del Monte e Quinzano.